# Änglagård
Änglagård es una banda sueca de rock progresivo sinfónico, que nació en verano de 1991 con la intención de rememorar el sonido del rock progresivo de los setenta, bebiendo de grupos como Genesis, Pink Floyd, King Crimson... El término anglagard, fue creado por Tord Lindman, el guitarrista de la banda, y viene a significar "Casa o granja de Ángeles".

## Biografía
A principios de los noventa, el rock progresivo no ofrecía muchas bandas, por lo que se consideraba que había acabado el movimiento "neoprogresivo de los 80". Pero los noventa volverán a suponer el nacimiento de nuevos sonidos. Anglagard crea su primer álbum de estudio, Hybris en 1992, tras la maqueta The Largen Demo, en 1992. Los temas eran los siguientes:
- 1. Jordrök (11:10)
- 2. Vandringar i Vilsenhet (11:53)
- 3. Ifrån Klarhet Till Klarhet (8:04)
- 4. Kung Bore (12:57)
- 5. Gånglåt från Knapptibble (7:19) (Bonus track en el CD remasterizado)

Supuso un álbum de gran reconocimiento internacional, que no obstante, es más apreciado hoy, gracias a la difusión de Internet. Está considerado como un álbum fundamental en el rock progresivo, y sirvió de inspiración a numerosas bandas del norte de Europa, Suecia, Escandinavia, Finlandia. Destacó por la complejidad de las percusiones, contundencia del bajo, los pasajes que creaban melotrones y órgano Hammond, la aportación de la flauta travesera, el carácter de fusión de estilos musicales, y el sonido tan oscuro del disco.  
En 1994 grabaron su segundo y último disco de estudio: Epilog, más cercano al folk escandinavo y a la música contemporánea e igualmente bien acogido. Los temas del álbum fueron los siguientes:
- 1. Prolog (2:00)
- 2. Höstsejd (15:32)
- 3. Rösten (0:14)
- 4. Skogsranden (10:48)
- 5. Sista Somrar (13:10)
- 6. Saknadens Fullhet (2:00)

La continuidad sonora en este álbum no está tan conseguida, resulta más heterogéneo en general. 
Tras esto la banda dejó su actividad compositiva. Y sólo se han reunido en algunas ocasiones, por peticiones, para tocar juntos en directo. De esos pocos directos se grabó en 1994 un doble CD y un video directo: Progfest, que tuvo lugar en dicho festival. En 1996 grabaron otro directo: Buried Alive. En 1995, una doble compilación: After the Storm. 
En 2002, la banda ha vuelto a los ensayos, de una manera nostálgica. En junio de 2003 volvió a los escenarios y tocaron en Estocolmo. Eventualmente han aparecido en festivales en Francia, Bélgica, Alemania, en el Nearfest de Estados Unidos. 
En 2012 se reagruparon como banda 16 años de su último disco de estudio.

## Miembros

### Actuales
- Tord Lindman guitarra
- Linus Kåse teclados
- Anna Holmgren flauta
- Johan Högberg bajo
- Erik Hammarström batería

### Anteriores
- Tord Lindman Guitarra y voz

## Discografía
- Hybris (album) (1992)
- Epilog (1994)
- Buried alive (1996)
- Viljans Öga (2012)